# Navalha (instrumento cortante)

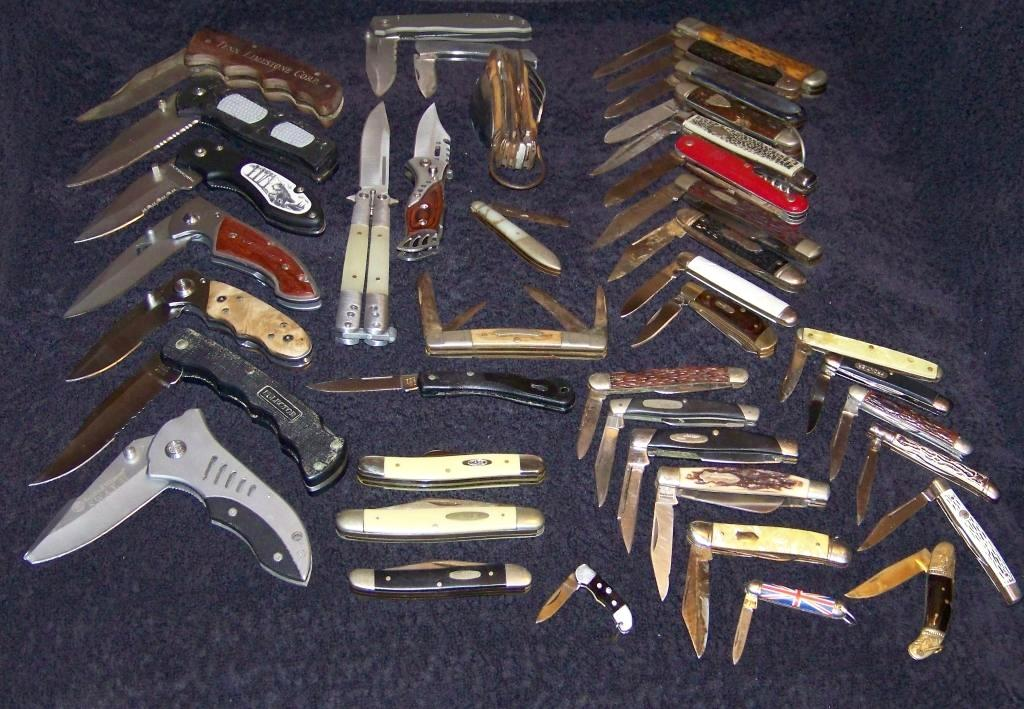
Coleção de navalhas.

A navalha é um instrumento cortante que dispõe de um cabo com uma fenda longitudinal em que se pode resguardar a lâmina. Este produto de cutelaria é um tipo de faca que agrega vários géneros diferentes de objetos, conforme o seu tamanho e função, tal como o canivete e canivete suíço, navalha de barbear e navalhete, navalha ou canivete de borboleta (butterfly ou balisong), navalha de ponta e mola, navalha tática, de resgate, etc., tendo a lâmina usualmente entre quatro e 15 centímetros. 
A etimologia da palavra tem origem no latim novacŭla, sinónimo de navalha, faca afiada e punhal. No "Vocabulario Portuguez e Latino" (oito volumes e dois suplementos publicados entre 1712 e 1728), considerado o mais antigo dicionário da língua portuguesa, o verbete de navalha indica: "toda a faca que se dobra"; "instrumento de barbeiro com que depois de amolado e afiado se rapa a barba e cabelo".

## História
Um dos mais antigos artefactos encontrados é uma ferramenta de pedra com 65.000 anos descoberta no continente africano, com propósito multiusos. A faca de Gebel Araque, mais similar às facas atuais, encontrada na Mesopotâmia, é uma das mais antigas ferramentas de corte conhecidas, datada de 5.000 AEC. A faca de Hallstatt (Alta Áustria), descoberta na atual Eslováquia e datada do final do séc. VI AEC (Idade do Ferro), tem uma lâmina de aço de 23 cm e um cabo decorado com motivos zoomórficos.

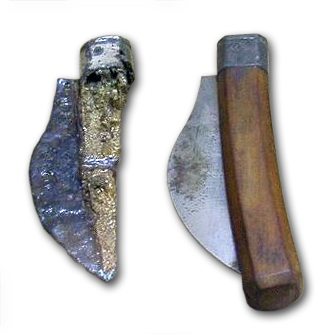
Navalha da época romana, descoberta em Gellep-Stratum (atual Alemanha), e uma réplica recente da mesma.

Na Império Romano também já existiam dispositivos com lâminas dobráveis sem bloqueio, mas inclusive com diversos acessórios - similares aos atuais canivetes suíços - como é o caso da peça em exposição no Museu Fitzwilliam, na cidade de Cambridge. 
Existem exemplares de navalhas datados da Alta Idade Média, com cabo de osso, relacionados com a cultura dos Vikings e anglo-saxões.
A partir de meados do século XVII começaram a ser produzidos amplamente em vários países modelos de navalhas, utilizadas para defesa, barbearia e atividades agrícolas. O baixo custo de produção a partir do séc. XIX ajudou à propagação deste produto entre a maioria das pessoas.

## Géneros de navalhas

### Navalha tática, de resgate, EDC, sobrevivência ou emergência
De uso utilitário, esta classe de navalhas foi ganhando prestígio entre civis e militares para cortar cordas, cintos e cintas, arreios, amarração, cabos, quebra-vidros e diversas outras tarefas. Estas navalhas são mais curtas do que as facas táticas ou de luta e por essa razão não são idealizadas com esse objetivo. 
Os termos "navalha tática" e/ou "para uso diário" (EDC, siglas em inglês para "everyday carry"), são por vezes utilizados como sinónimos, devido ao facto destas navalhas serem leves, compactas, fáceis de transportar e muitas vezes multiusos. Ser "EDC" dependerá se está idealizada pela marca para uma utilização diária.  
Sobre os termos "navalha tática" ou "faca tática" existem várias teorias diferentes sobre a sua data de origem, sendo que a mais longínqua remonta ao modelo Buck 110 de 1964. No entanto é certo que estes termos só foram popularizados na década de 1990 por Greg Walker na extinta revista Fighting Knives, publicada nos Estados Unidos.

### Navalha de pastor
Este género de navalha é o mais original e básico, dispondo de uma lâmina articulada simples que se dobra para resguardar no cabo. 
A navalha de pastor conta com uma lâmina entre 8 e 9 cm, com bloqueio da mesma no eixo através de uma sob pressão, também chamada cabriteira ou rabicha (pela forma do cabo de alguns modelos). Serve para descascar e comer, amanhar cabritos e outros animais, ou mesmo para autoproteção no campo.

#### Navalha corneto
Modelo popular, com uma lâmina entre 6,5 e 8 cm, também chamado em Portugal de canivete de ponta cortada, canivete alentejano, ou "da bucha" (pequena refeição ligeira).

#### Navalha pé de cabra
Também se trata de uma navalha tradicional com origem agrícola, ganhou o nome devido à forma do cabo, mas é mais simples que as anteriores, por não dispôr de bloqueio da lâmina no seu eixo. O comprimento desta pode rondar os 6 ou 7 cm. 

### Navalha de caçador
Este género de navalha possui lâminas à volta de 9 cm e pode dispôr de um gancho específico para eviscerar as peças de caça. 

### Navalha de barbear e navalhete
Utilizada para barbear e cortar cabelo, a lâmina da navalha de barbear clássica é fixa. Devido às relevantes preocupações com a higiene e saúde pública, as barbearias e cabeleireiros utilizam hoje em dia navalhas de barbear com lâminas descartáveis, também conhecidas como navalhete no Brasil.
De uso similar, o navalhete é uma navalha de barbear que tem por diferença a utilização de lâminas descartáveis.

### Canivetes
Canivete é o nome genérico atribuído a uma navalha pequena e muitas vezes multiusos.

#### Canivete suíço
Canivete de bolso com diversas utilidades e ferramentas.

#### Canivete de marinheiro
Canivete usado principalmente por marinheiros, contando além da lâmina (existem modelos com lâminas de 6 a 9 cm), com um bico em aço inoxidável para desatar nós e chave de fendas na ponta ou peça para desapertar porcas.

#### Canivetes de enxertia e/ou poda
Canivetes com diferentes desenhos de lâmina, adaptados à enxertia e poda de plantas. Também podem ter um serrote ou serrilhado de pequenas proporções para facilitar a poda.

## Galeria de imagens

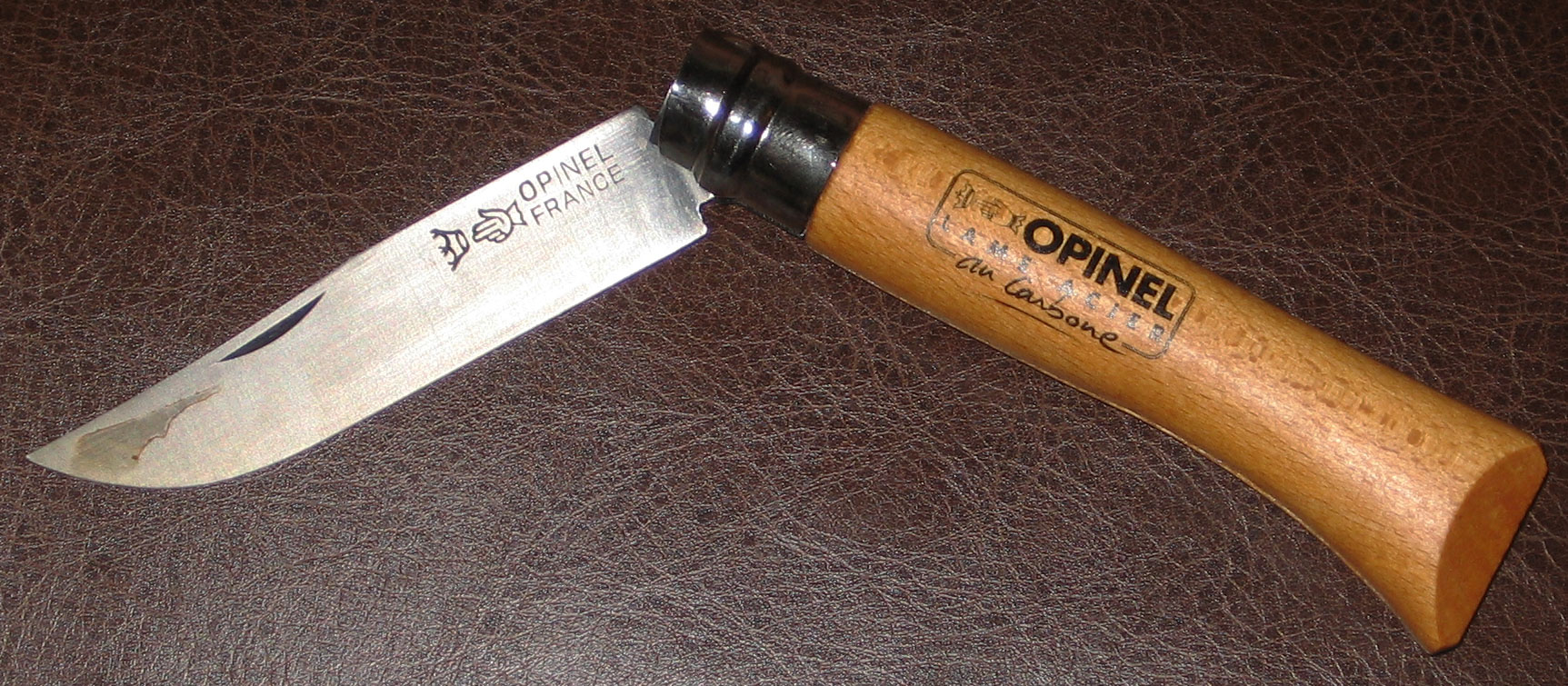
Navalha de pastor
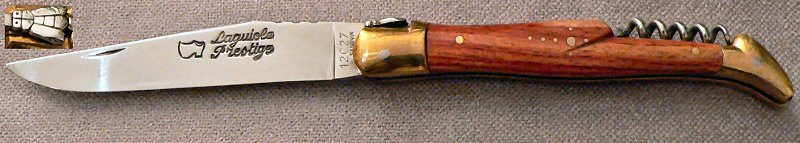
Navalha Laguiole com saca-rolhas
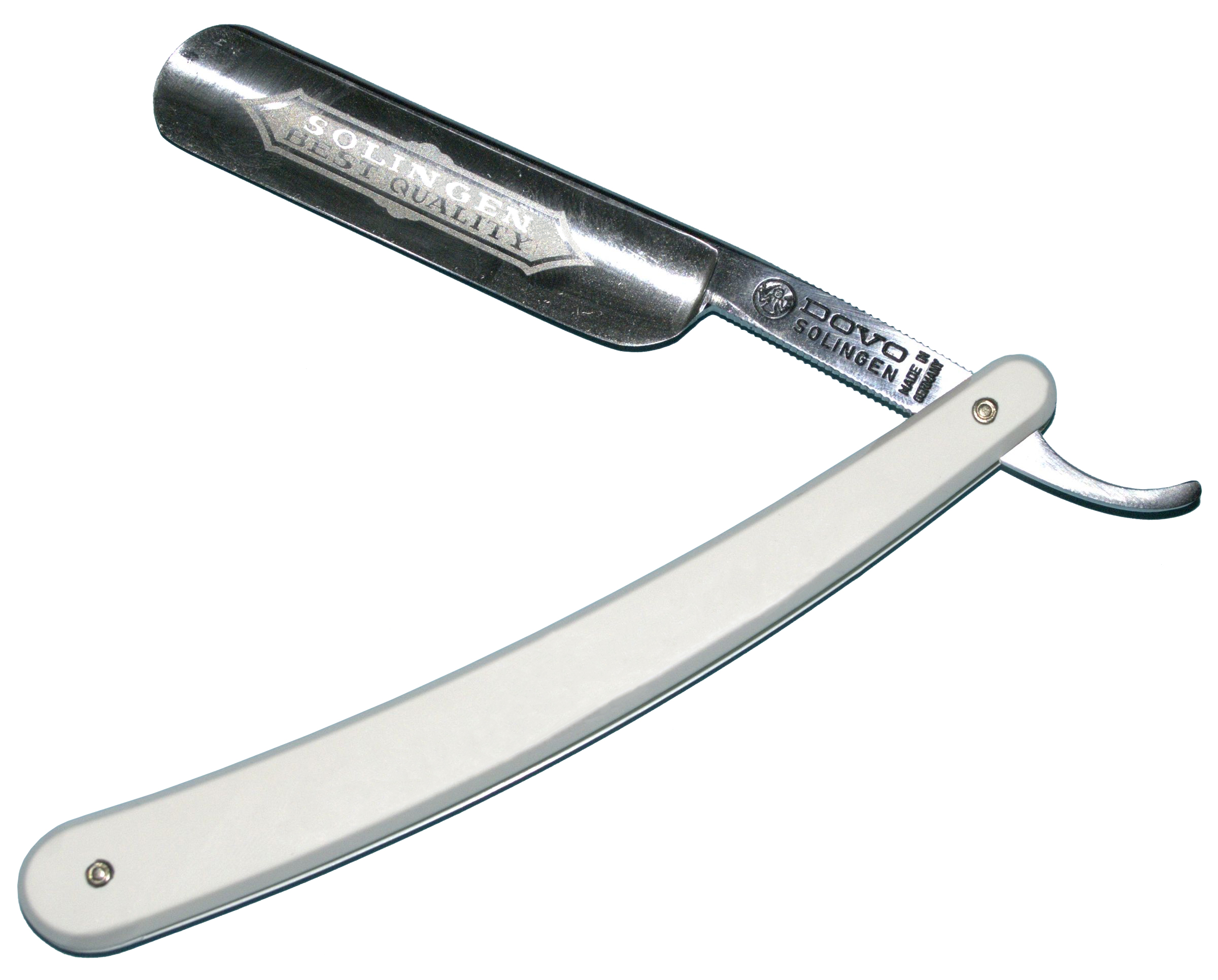
Navalha de barbear
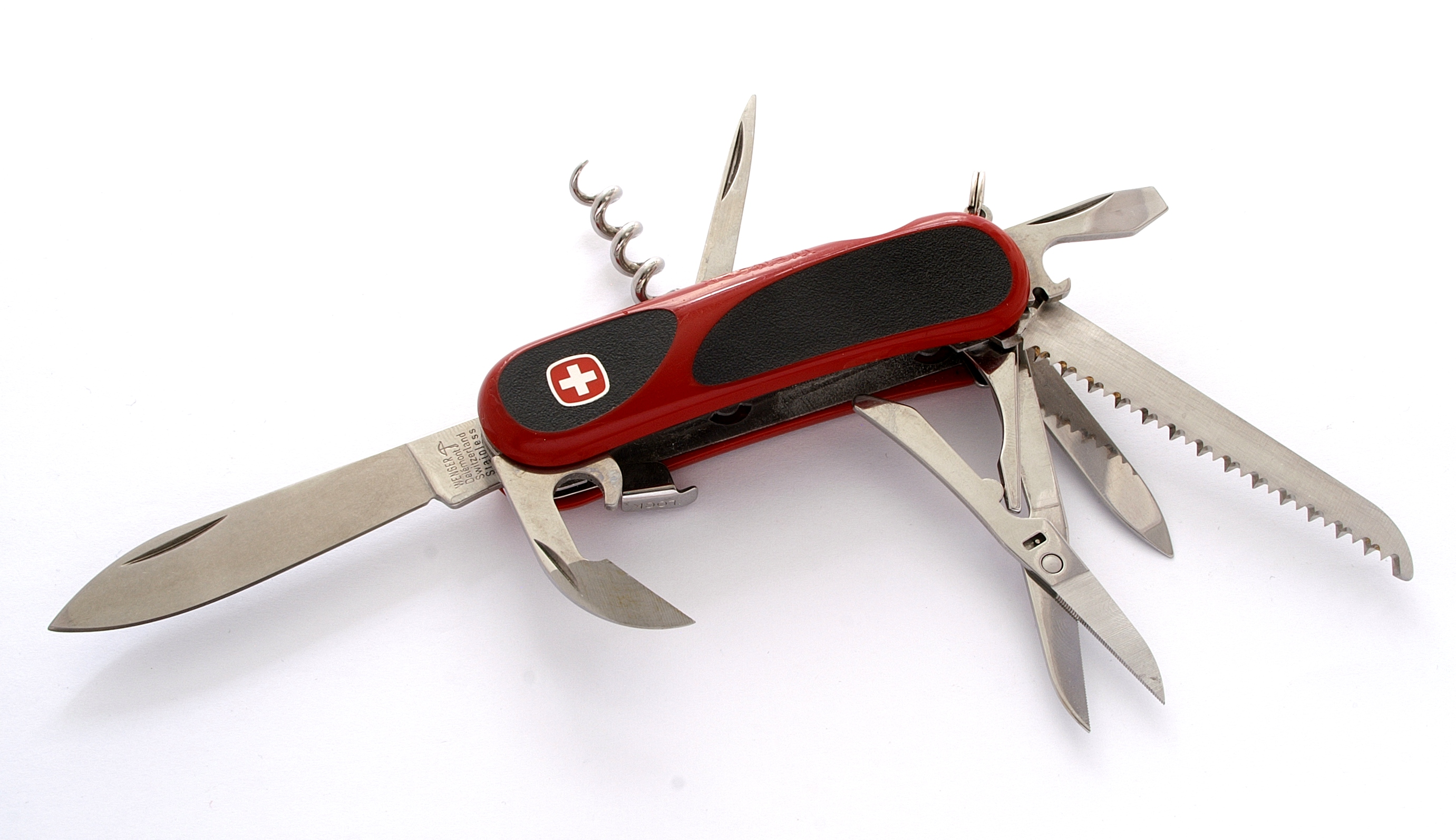
Canivete suíço
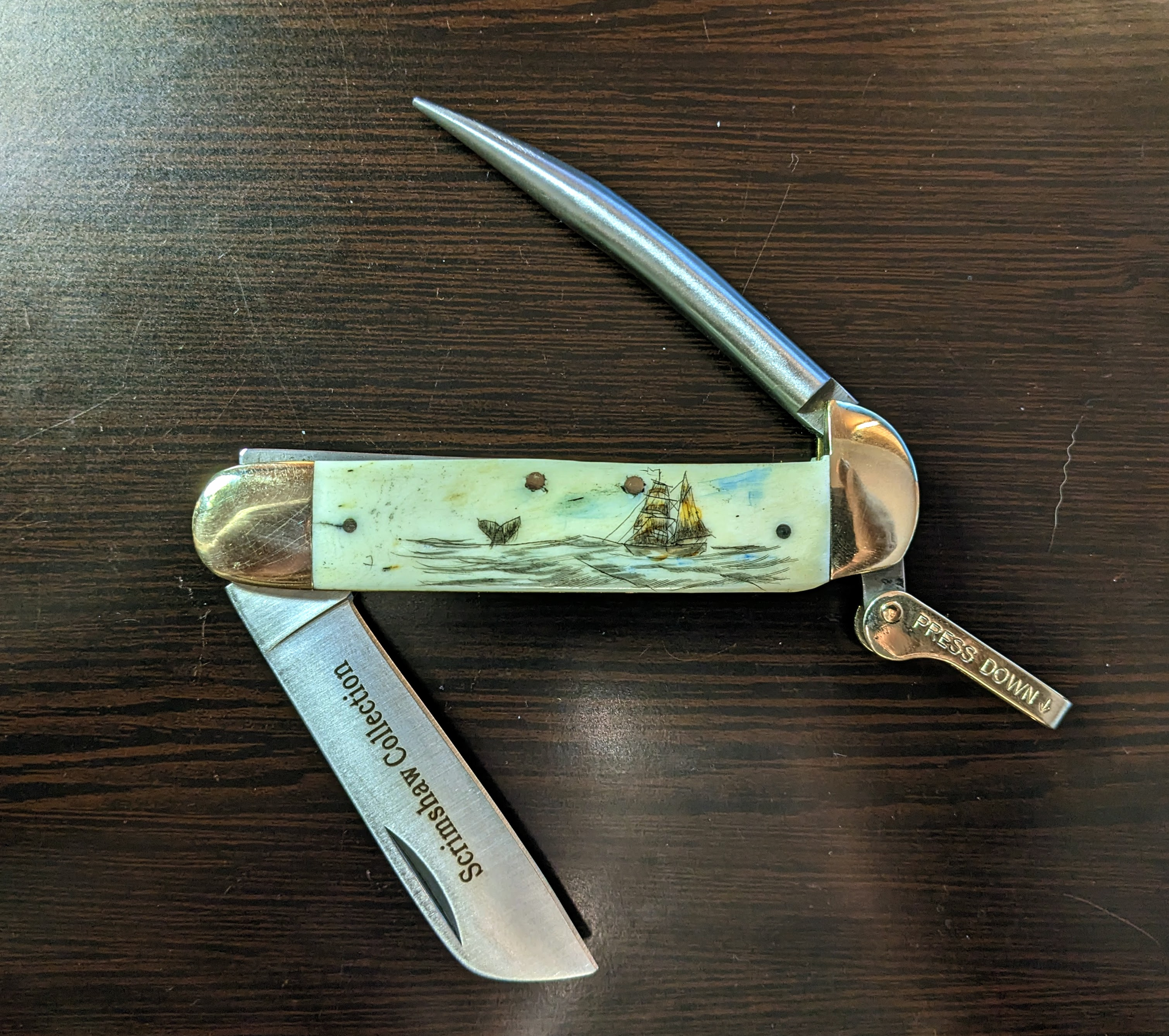
Canivete de marinheiro
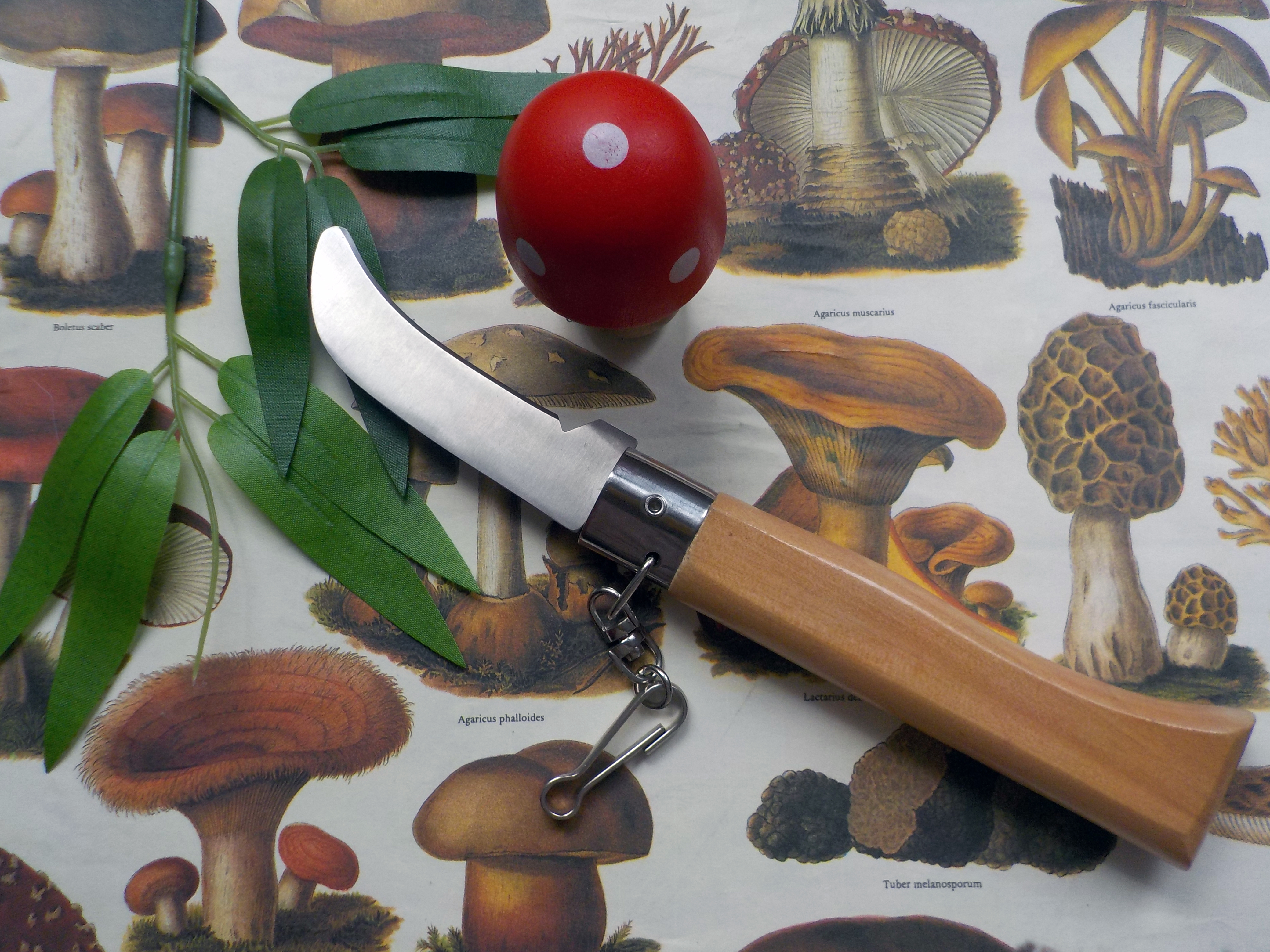
Canivete para colher cogumelos
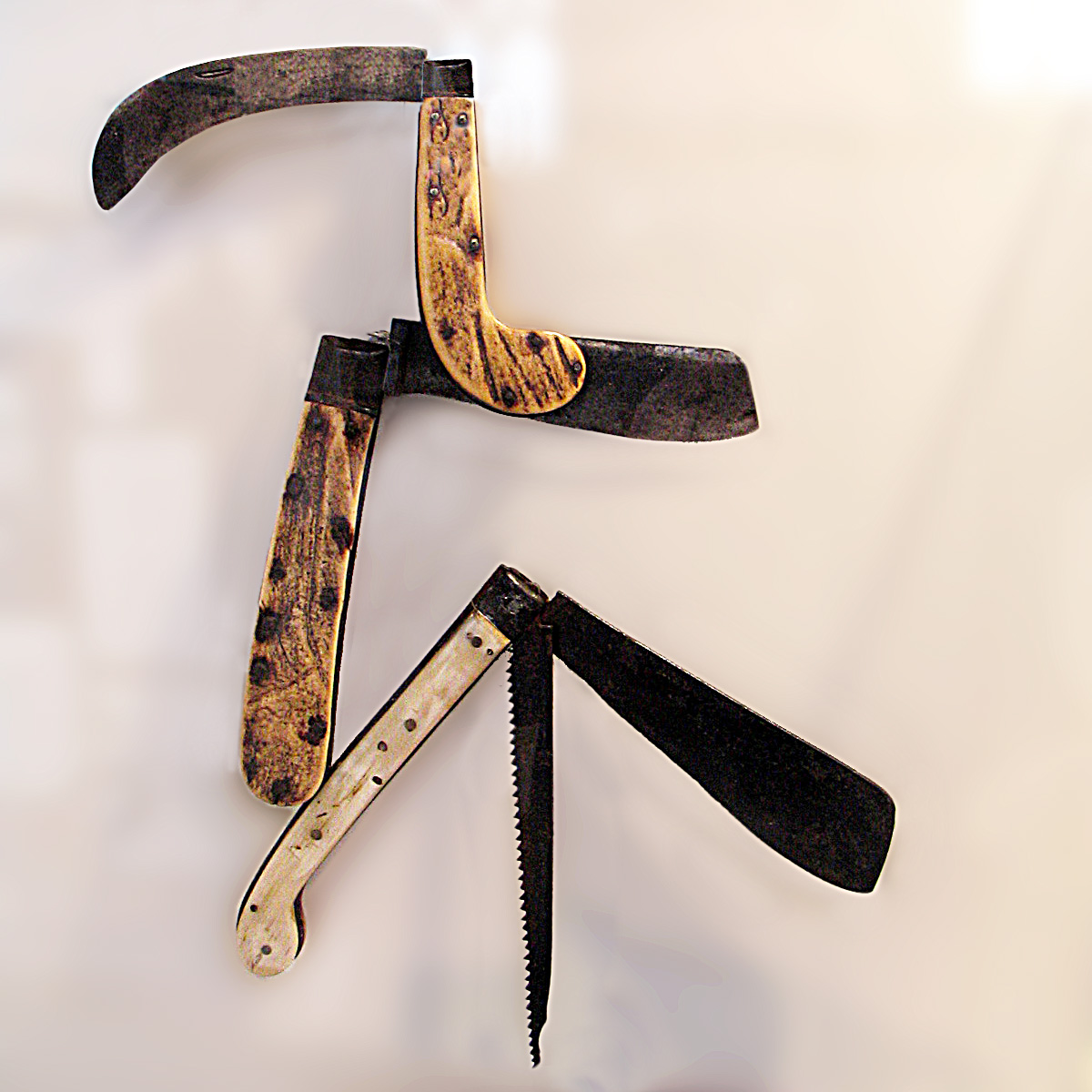
Canivetes de poda e enxertia, dois dos quais com lâmina corneto.
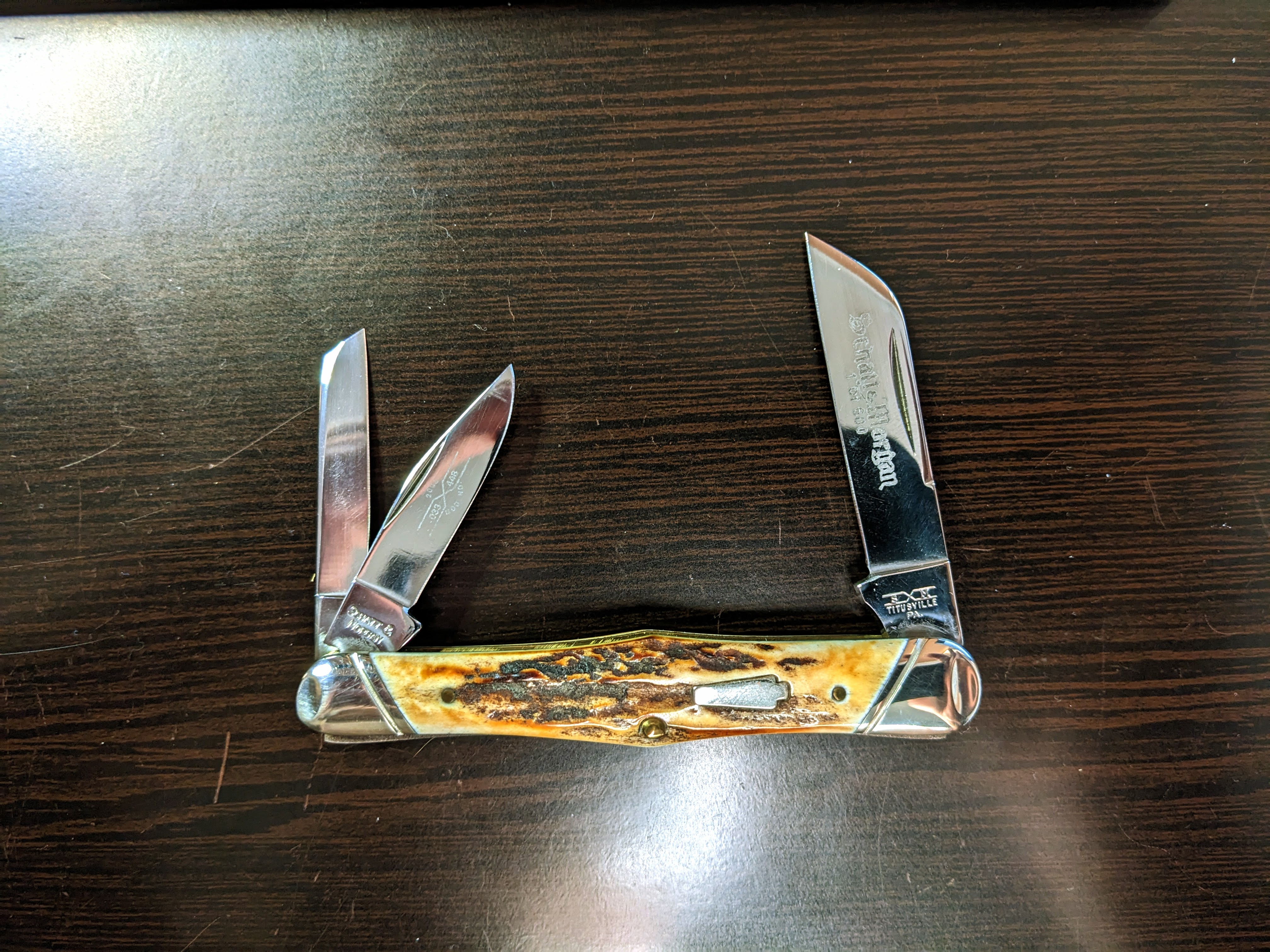
Canivete Splitback Whittler com 3 lâminas
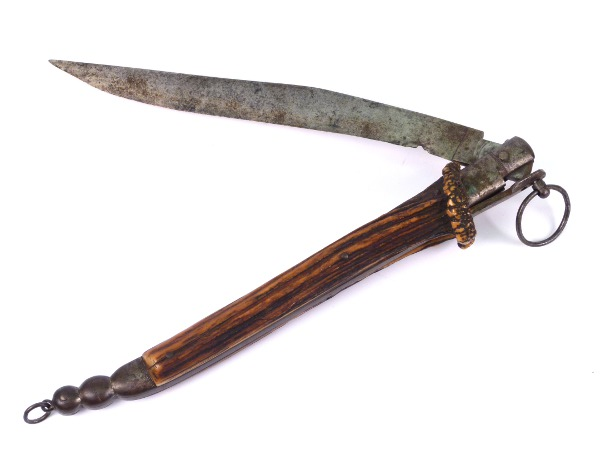
Navalha andaluza estilo iatagã  (Espanha, 1790)
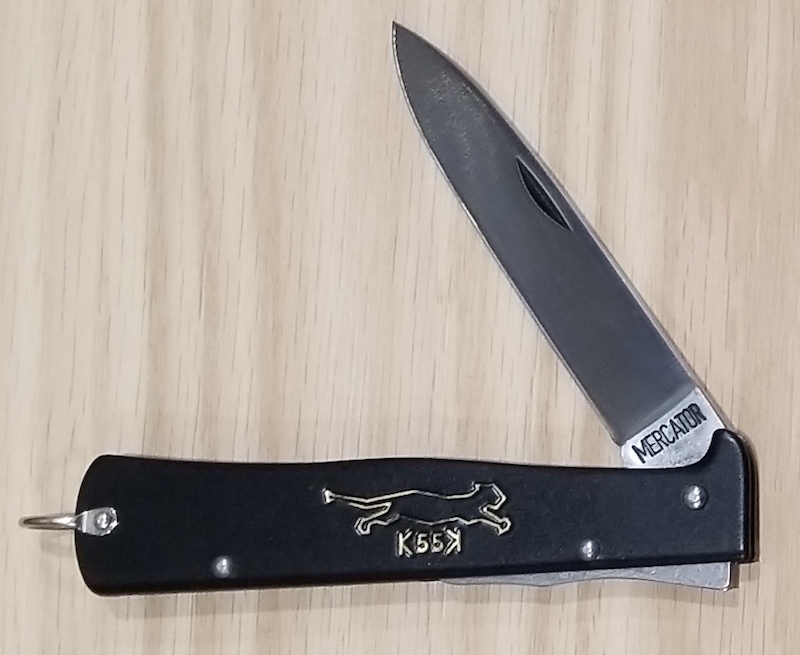
Navalha Mercator K55K (Alemanha, 1867)
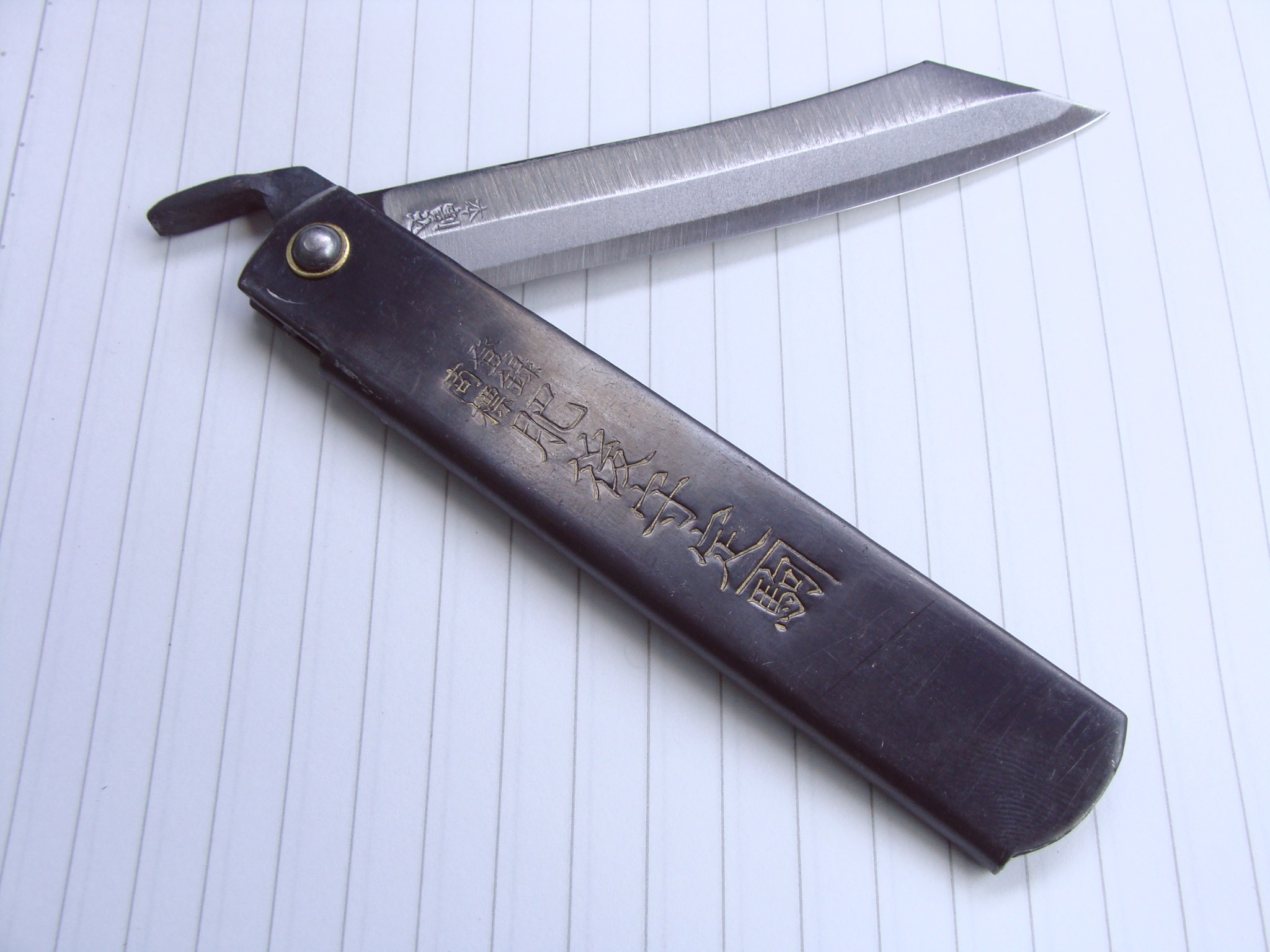
Navalha Higonokami (Japão, 1896)
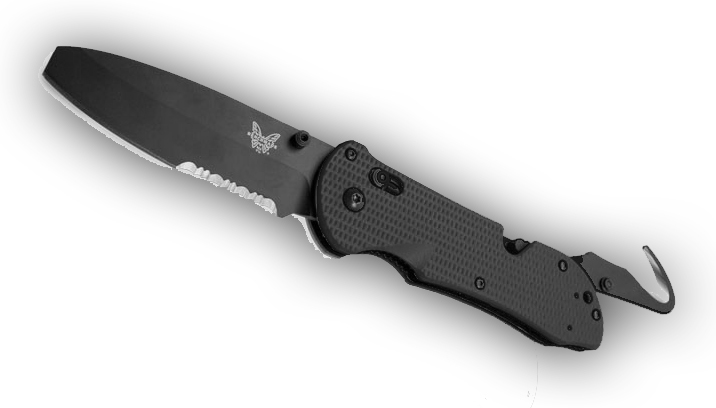
Navalha de resgate Triage 916, da Benchmade
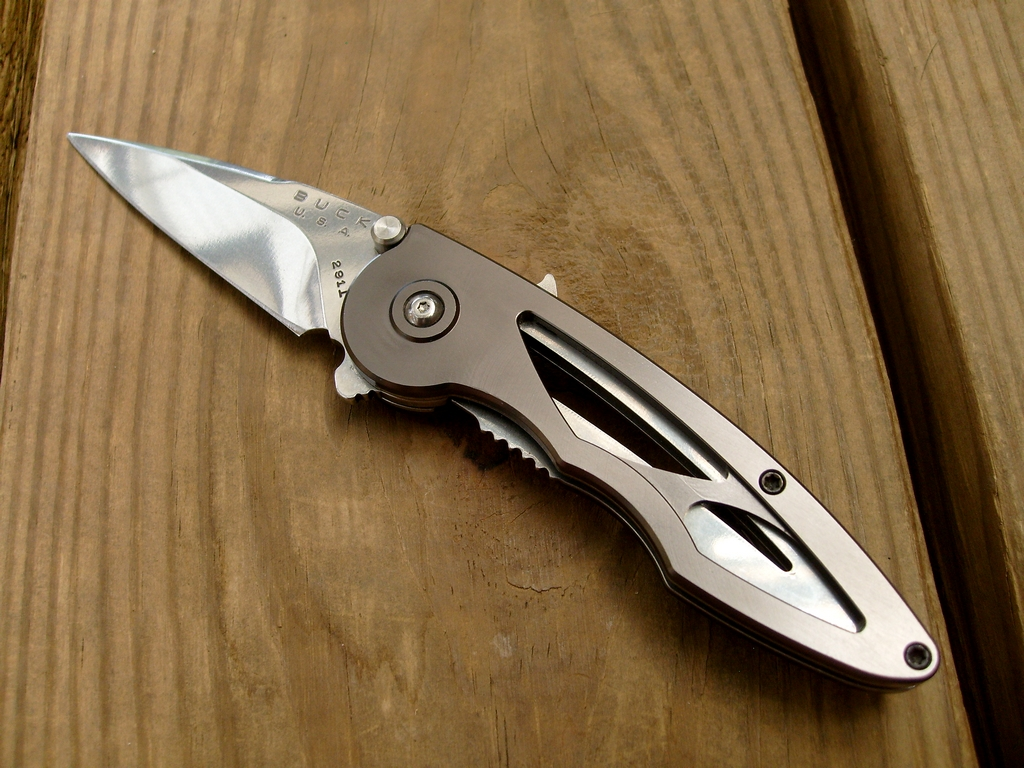
Navalha tática americana Buck Rush
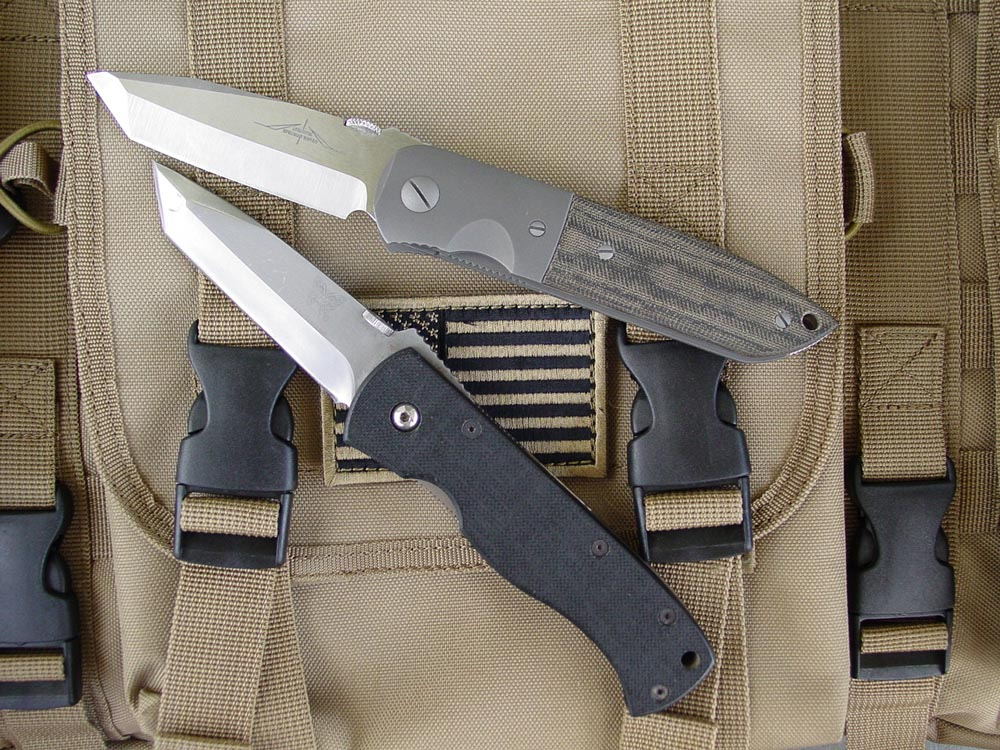
Navalhas táticas abertas: Emerson CQC6 (cimo) e Benchmade CQC7 (em baixo)
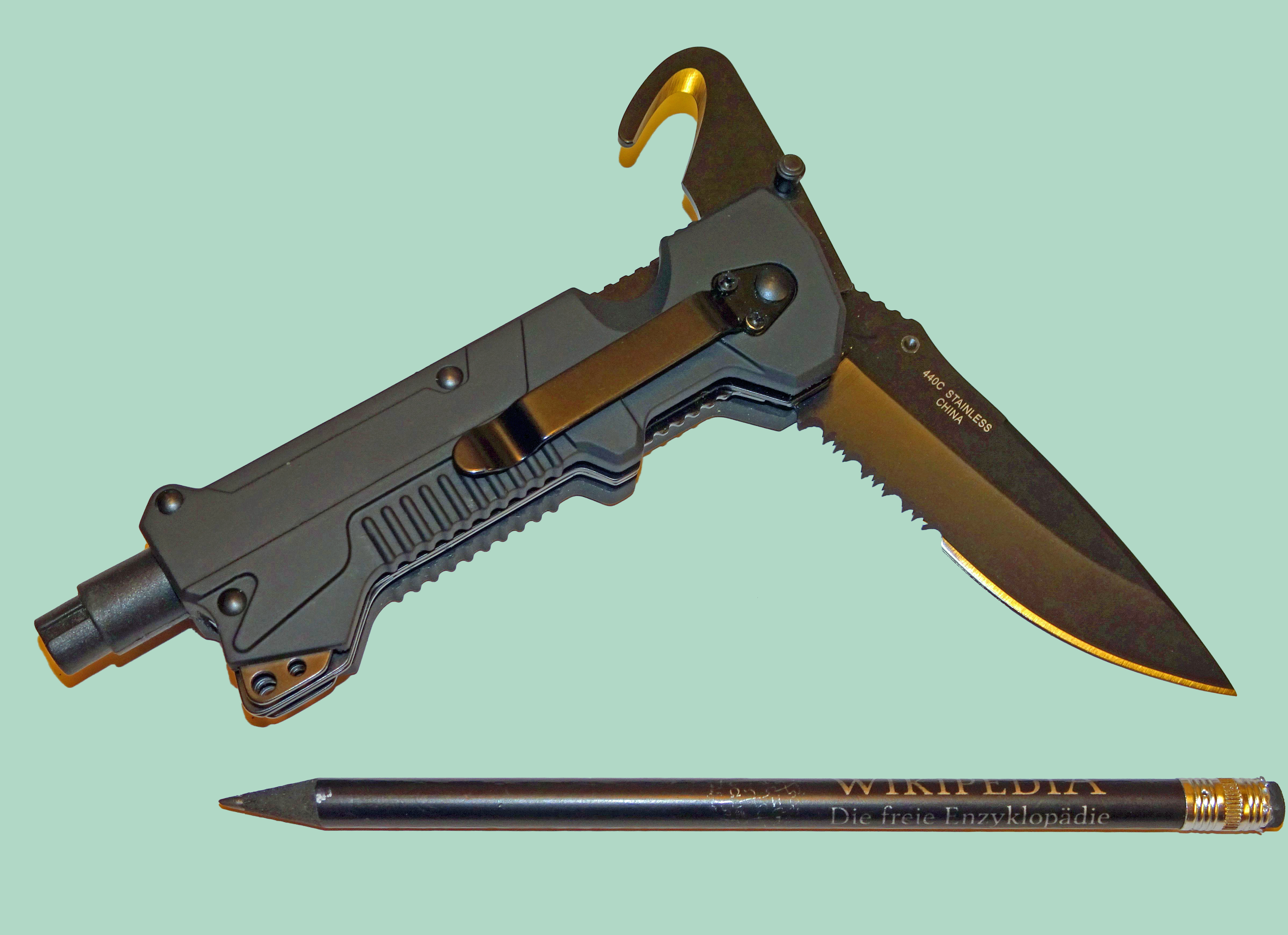
Navalha tática T3 Tactical Auto Rescue Tool
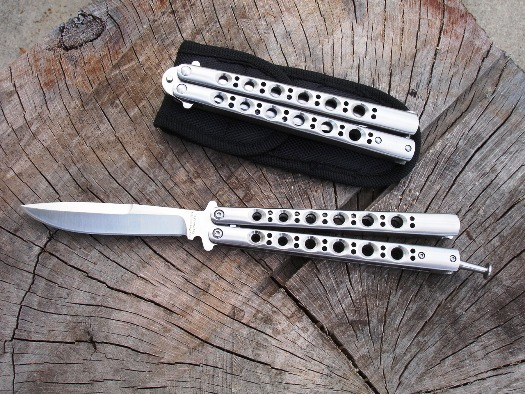
Navalha de borboleta (aberta e fechada)
Navalha de ponta e mola

## Navalhas usadas como armas brancas
Se a lâmina tem 10 ou mais centímetros pode, segundo a lei portuguesa (Lei n.º 5/2006 de 23 de Fevereiro), ser classificada como arma branca. O porte e uso de uma faca ou navalha de qualquer tamanho na via pública é muito restrito e pode ser crime se tiver intenção ou propósito de defesa, ataque ou agressão.
São armas, munições e acessórios da classe A:
- As armas brancas ou de fogo dissimuladas sob a forma de outro objeto;
- As facas de abertura automática ou ponta e mola, estiletes, facas de borboleta (balisong), facas de arremesso, estrelas de lançar ou equiparadas (shuriken), cardsharps[19] e boxers (brass knucles, em português: soqueiras), e todos os objetos destinados a lançar lâminas, flechas ou virotões;
- As armas brancas sem afetação ao exercício de quaisquer práticas venatórias, comerciais, agrícolas, industriais, florestais, domésticas ou desportivas, ou que pelo seu valor histórico ou artístico não sejam objeto de coleção.

São proibidos a venda, a aquisição, a cedência, a detenção, o uso e o porte de armas, acessórios e munições da classe A em Portugal.

#### Canivete ou navalha de borboleta (butterfly ou balisong)
Faca dobrável com alças. Em Portugal é considerado uma arma branca, portanto de venda e porte proibido.

#### Navalha de ponta e mola (também chamada defaca automáticanoBrasil)
Em Portugal é considerado uma arma branca, portanto de venda e porte proibido. Caracteriza-se por um sistema automático de abertura, lateral ou frontal. Estando fechada, quando acionado, o sistema dispara uma lâmina parcial ou totalmente oculta no cabo da navalha.

## Fabricantes
Existem diversos fabricantes que pela qualidade dos seus produtos foram granjeando notoriedade.
Um dos mais reconhecidos mundialmente é a Victorinox, responsável pela produção do famoso canivete suíço, que dispõe atualmente de modelos com acessórios incomuns, como por exemplo, lanterna, apontador laser, relógio, bluetooth e até mesmo memória flash. 
Em Portugal uma das mais antigas fábricas de cutelaria, a Filmam, localiza-se em Miranda do Douro, foi fundada em 1870 e já produziu mais de sete milhões de canivetes.
Dois dos mais aclamados produtores franceses de cutelaria, incluindo diversos modelos de navalhas, são a Laguiole (1829) e a Opinel (1890). 